# Калыбай (Актюбинская область)
Калыбай (каз. Қалыбай) — село в Иргизском районе Актюбинской области Казахстана. Входит в состав Иргизского сельского округа. Код КАТО — 156830300.

## Население
В 1999 году население села составляло 423 человека (284 мужчины и 139 женщин). По данным переписи 2009 года, в селе проживало 311 человек (150 мужчин и 161 женщина).